# 布萊恩·夏茲
布萊恩·伊曼奴爾·夏茲（Brian Emanuel Schatz；1972年10月20日—）是美國代表夏威夷州的資深聯邦參議員，2012年12月27日由夏威夷州州長尼尔·阿伯克龙比指派上任，接替於12月17日逝世的丹尼爾·井上參議員，直到能夠在2014年的補選選舉中，選出完成井上參議員任期的參議員為止。
夏茲於1998年至2006年間是夏威夷州眾議院的議員，代表第25選區，並於2008年至2010年間擔任夏威夷民主黨的主席。之後夏茲擔任以歐胡島為基地的非營利社福組織「Helping Hands Hawaii」的執行長，直到參於2010年夏威夷州州長選舉，做為州長競選人尼尔·阿伯克龙比的副州長搭擋。夏茲當選並擔任夏威夷州副州長，直到2012年12月27日獲派任為聯邦參議員。2013年1月3日，接替丹尼爾·阿卡卡參議員的廣野慶子參議員就職，夏茲在成為夏威夷州的資淺聯邦參議員僅僅八天後，就成為夏威夷州的資深聯邦參議員。

## 反對貿易戰
作為多邊主義和全球貿易支持者，布萊恩嘲笑川普的中美貿易戰和抗反擊的農業補貼，認為其是「从中国舉債借钱给农民，让他们不要把農產卖给中国」最後美國將成經濟笑柄。2018年冬季紐約時報的分析表示農業補貼政策非常混亂，金額比預告的120億美金少得多實際發放不到10億，而標準執行怪異許多住在城市的農場股東不算是靠種田生存的農民，卻也能拿到一大筆補貼，而許多農民因為產量或價格門檻拿不到錢，或是拿到的錢不足以彌補生意損失。

## 延伸閱讀
- Background and collected news at The Washington Post
- 美國國會國家人物傳記大辭典中的傳記
- 由華盛頓郵報維護的投票記錄
- 智慧投票计划中的傳記、投票紀錄及利益集團評級
- Congressional profile at GovTrack
- Congressional profile at OpenCongress
- Issue positions and quotes at On the Issues
- Staff salaries, trips and personal finance at LegiStorm.com
- 聯邦選舉委員會中的競選財務報告和數據
- Campaign contributions at the National Institute for Money in State Politics
- Appearances on C-SPAN programs
- Works by or about 布萊恩·夏茲 in libraries (WorldCat catalog)
- Profile at Ballotpedia

## 外部連結
- 布萊恩·夏茲 （页面存档备份，存于）參議院官方網站
- 布萊恩·夏茲參議員競選網站 （页面存档备份，存于）
- 中的“布萊恩·夏茲”

| 官衔                   | 官衔                                                            | 官衔                 |
| ---------------------- | --------------------------------------------------------------- | -------------------- |
| 前任者： 杜克·艾奧拿   | 夏威夷州副州長 2010年－2012年                                   | 繼任者： 筒井山      |
| 政党职务               |                                                                 |                      |
| 前任者： 马拉玛·所罗门 | 夏威夷副州长民主党提名人 2010年                                 | 繼任者： 筒井山      |
| 前任者： 丹尼爾·井上   | 美國參議員夏威夷州民主黨提名人 （第3類） 2014年、2016年、2022年 | 最新的               |
| 前任者： 芭芭拉·柏克瑟 | 參議院民主黨副黨鞭 2017年－ 與傑夫·默克利同時在任               | 現任                 |
| 美国参议院             |                                                                 |                      |
| 前任者： 丹尼爾·井上   | 夏威夷州第3類參議員 2012年－ 與丹尼尔·阿卡卡、廣野慶子同時在任  | 現任                 |
| 前任者： 约翰·霍文     | 参议院印第安人事务委员会主席 2021—至今                          | 現任                 |
| 榮銜                   |                                                                 |                      |
| 前任者： 麥克·李       | 參議院嬰兒 2012年－2013年                                       | 繼任者： 克里斯·墨菲 |
| 美國排位名單           |                                                                 |                      |
| 前任者： 麥克·李       | 美國參議員資歷 第43位                                           | 繼任者： 蒂姆·斯科特 |